# Midgårdsormen
 "Jormundgand" omdirigeres hertil. For andre betydninger af Jormundgand, se Jormundgand (flertydig).
Midgårdsormen (norrønt Jörmungandr) er i nordisk mytologi en del af jætteslægten. Han er barn af Loke og Angerboda. Hans søskende er Hel og Fenrisulven, og hans tre halvsøskende er Vale, Narfe og Sleipner.
Midgårdsormen ligger i verdenshavet, efter at Odin i asernes forsøg på at kontrollere bæsterne har kastet ham derud for at drukne ham. Ormen slynger sig om hele Midgård og bider sig selv i halen.
Thor konfronteres med Midgårdsormen to gange. Første gang, da Thor, Loke og Tjalve besøger Udgårdsloke. Her forsøger Thor forgæves at løfte en kæmpekat, som viser sig at være Midgårdsormen. Anden gang er under en sejltur, hvor Thor har selskab af jætten Hymer. Thor får lokket Midgårdsormen frem og vil dræbe ham med Mjølner, men forstyrres af Hymer. 
En mægtig vølve har spået, at Thor og Midgårdsormen vil mødes endnu en gang, nemlig ved Ragnarok, hvor de vil udkæmpe den endelige kamp. Midgårdsormen vil da komme op på land og bugte sig gennem dale og enge, og under den drabelige kamp vil Thor dræbe ormen, hvorefter han bliver dræbt af ormens edder.